# Kline (Karolina Południowa)

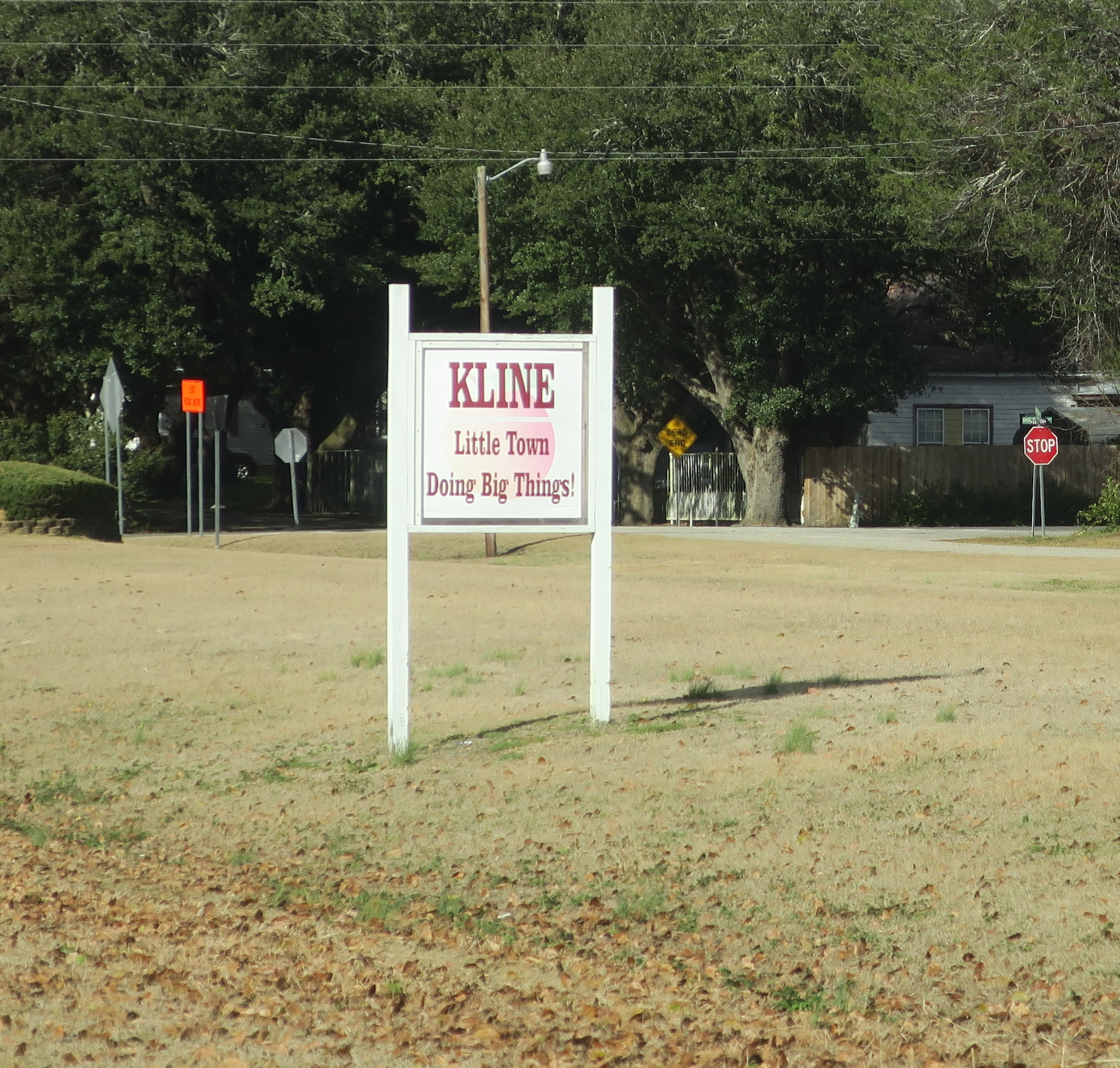
Znak miejski w Kline w Karolinie Południowej

Kline – miasto w Stanach Zjednoczonych, w stanie Karolina Południowa, w hrabstwie Barnwell.